# 롤라팔루자
롤라팔루자(영어: Lollapalooza, /ˌlɒləpəˈluːzə/)는 매년 미국 시카고 그랜트 파크에서 열리는 4일간의 음악 축제이다. 1991년에 순회 공연 형식으로 처음 시작되었으며, 2005년부터 시카고를 상설 개최지로 삼았다. 음악 장르는 얼터너티브 록, 헤비 메탈, 펑크 록, 힙합, 전자 댄스 음악 등을 포함한다. 롤라팔루자는 시각 예술, 비영리 단체, 정치 단체들도 함께 참여해왔다. 이 축제는 매년 7월 약 40만 명의 관객을 맞이하며 매년 전석 매진을 기록한다. 롤라팔루자는 세계에서 가장 규모가 큰 음악 축제 중 하나이자, 미국에서 가장 오랜 역사를 가진 음악 축제 중 하나이다.

## 역사
본래 롤라팔루자는 미국에서만 열리는 것으로 알려져있는데, 롤라팔루자의 세계화를 위해 2011년에는 4월 2일과 3일에 걸쳐 칠레의 수도인 산티아고에서 열릴것으로 밝혔다.